# J1 League 2017
La temporada J1 League 2017, también conocida como la Meiji Yasuda J1 League por razones de patrocinio, fue la quincuagésimasegunda temporada de la máxima categoría del fútbol en Japón, y la vigesimoquinta desde el establecimiento de la J. League en el año 1993. El torneo comenzó el 25 de febrero de 2017 y finalizó el 2 de diciembre de 2017.

## Formato
Desde la temporada 2017, la J. League vuelve a su formato tradicional de 34 jornadas a partidos de ida y regreso en dos ruedas. El equipo campeón y subcampeón clasifican directamente a fase de grupos de la Liga de Campeones de la AFC 2018.

## Equipos
Los clubes Nagoya Grampus, Shonan Bellmare y Avispa Fukuoka fueron descendidos al final de la temporada 2016 después de terminar en los últimos tres lugares de la tabla, Nagoya Grampus miembro fundador de la J. League en 1993 perdió la categoría por primera vez en su historia, Shonan Bellmare descendió después de dos temporadas y Avispa Fukuoka que regresó nuevamente a la División 2 después de solo una temporada en la máxima categoría.
Los tres equipos descendidos fueron reemplazados por el Consadole Sapporo, campeón de la J2 League en 2016 que regresa después de cinco años a la máxima categoría, Shimizu S-Pulse subcampeón que vuelve después de haber descendido en la temporada 2015, y el tercer ascendido es el Cerezo Osaka después de haber descendido en 2014.

### Ascensos y descensos
| Pos       | Ascendidos de la J2 League 2016 |
| --------- | ------------------------------- |
| 1.º       | Hokkaido Consadole Sapporo      |
| 2.º       | Shimizu S-Pulse                 |
| Gan. Red. | Cerezo Osaka                    |

| Pos  | Descendidos en la temporada 2016 |
| ---- | -------------------------------- |
| 16.º | Nagoya Grampus                   |
| 17.º | Shonan Bellmare                  |
| 18.º | Avispa Fukuoka                   |

### Datos generales
| Equipo              | Ciudad        | Estadio             | Capacidad     |
| ------------------- | ------------- | ------------------- | ------------- |
| Albirex Niigata     | Niigata       | Denka Big Swan      | 45 728        |
| Cerezo Osaka        | Osaka         | Nagai Kincho        | 47 816 18 000 |
| Consadole Sapporo   | Sapporo       | Sapporo Dome        | 41 484        |
| FC Tokyo            | Tokio         | Ajinomoto           | 50 100        |
| Gamba Osaka         | Suita (Osaka) | Suita               | 40 000        |
| Júbilo Iwata        | Iwata         | Yamaha              | 20 000        |
| Kashima Antlers     | Kashima       | Kashima             | 45 728        |
| Kashiwa Reysol      | Kashiwa       | Hitachi Kashiwa     | 15 900        |
| Kawasaki Frontale   | Kawasaki      | Todoroki Kawasaki   | 25 000        |
| Omiya Ardija        | Ōmiya         | NACK5 de Ōmiya      | 15 500        |
| Sanfrecce Hiroshima | Hiroshima     | EDION Hiroshima     | 50 000        |
| Sagan Tosu          | Tosu (Saga)   | Tosu                | 24 490        |
| Shimizu S-Pulse     | Shizuoka      | IAI Nihondaira      | 20 339        |
| Urawa Reds          | Saitama       | Saitama 2002        | 63 700        |
| Vegalta Sendai      | Sendai        | Yurtec Sendai       | 19 694        |
| Ventforet Kofu      | Kōfu          | Yamanashi Bank      | 17 000        |
| Vissel Kobe         | Kobe          | Misaki Park Stadium | 31 000        |
| Yokohama F. Marinos | Yokohama      | Nissan              | 72 370        |

### Personal
| Club                | Entrenador          | Capitán           | Equipación   |
| ------------------- | ------------------- | ----------------- | ------------ |
| Albirex Niigata     | Fumitake Miura      | Kazunari Ono      | Adidas       |
| Cerezo Osaka        | Yoon Jong-hwan      | Yoichiro Kakitani | Puma         |
| Consadole Sapporo   | Shuhei Yomoda       | Hiroki Miyazawa   | Kappa        |
| FC Tokyo            | Yoshiyuki Shinoda   | Masato Morishige  | Umbro        |
| Gamba Osaka         | Kenta Hasegawa      | Yasuhito Endō     | Umbro        |
| Júbilo Iwata        | Hiroshi Nanami      | Kota Ueda         | Puma         |
| Kashima Antlers     | Masatada Ishii      | Mitsuo Ogasawara  | Nike         |
| Kashiwa Reysol      | Takahiro Shimotaira | Hidekazu Otani    | Yonex        |
| Kawasaki Frontale   | Toru Oniki          | Kengo Nakamura    | Puma         |
| Omiya Ardija        | Hiroki Shibuya      | Kosuke Kikuchi    | Under Armour |
| Shimizu S-Pulse     | Shinji Kobayashi    | TBA               | Puma         |
| Sagan Tosu          | Massimo Ficcadenti  | Yohei Toyoda      | New Balance  |
| Sanfrecce Hiroshima | Hajime Moriyasu     | Toshihiro Aoyama  | Nike         |
| Urawa Red Diamonds  | Mihailo Petrović    | Yuki Abe          | Nike         |
| Vegalta Sendai      | Susumu Watanabe     | Shingo Tomita     | Adidas       |
| Ventforet Kofu      | Tatsuma Yoshida     | Hideomi Yamamoto  | Mizuno       |
| Vissel Kobe         | Nelsinho Baptista   | Kazuma Watanabe   | ASICS        |
| Yokohama F. Marinos | Erick Mombaerts     | Manabu Saito      | Adidas       |

## Jugadores foráneos
El número total de jugadores extranjeros se limita a cinco por club, pero un máximo de tres puede ser de fuera de la AFC. Los jugadores de las naciones asociadas liga japonesa (Tailandia, Vietnam, Myanmar, Camboya, Singapur, Indonesia, Irán, Malasia y Catar) están exentos de estas restricciones de registro.
| Club                | Jugador 1          | Jugador 2          | Jugador 3       | Jugador 4         | Jugador 5       | Otro              |
| ------------------- | ------------------ | ------------------ | --------------- | ----------------- | --------------- | ----------------- |
| Albirex Niigata     | Jean Patrick       | Roni               | Thiago Galhardo | Romero Frank      | Song Ju-hun     |                   |
| Kashima Antlers     | Bueno              | Leandro Moura      | Léo Silva       | Pedro Júnior      | Kwoun Sun-tae   |                   |
| Omiya Ardija        | Mateus             | Dragan Mrđa        | Nejc Pecnik     | Ever Guzmán       |                 |                   |
| Cerezo Osaka        | Ricardo Santos     | Souza              | Matej Jonjić    | Ahn Joon-soo      | Kim Jin-hyeon   |                   |
| Consadole Sapporo   | Julinho            | Diego Macedo       | Jonathan Reis   | Gu Sung-yun       | Kim Min-tae     |                   |
| Yokohama F Marinos  | Miloš Degenek      | Quenten Martinus   | David Babunski  | Hugo Vieira       | Park Jeong-su   |                   |
| Kawasaki Frontale   | Eduardo            | Eduardo Neto       | Elsinho         | Rhayner           | Jung Sung-ryong | Jefferson Tabinas |
| Gamba Osaka         | Ademilson          | Fábio Aguiar       | Anderson Patric | Oh Jae-suk        | Bae Soo-yong    | Kim Jung-ya       |
| Júbilo Iwata        | Adaílton           | Krzysztof Kaminski | Fozil Musaev    |                   |                 |                   |
| Urawa Red Diamonds  | Rafael Silva       | Zlatan Ljubijankič |                 |                   |                 |                   |
| Kashiwa Reysol      | Cristiano da Silva | Diego Oliveira     | Dudu            | Ramon Lopes       | Yun Suk-young   |                   |
| Sagan Tosu          | Franco Sbuttoni    | Víctor Ibarbo      | Cho Dong-geon   | Kim Min-hyeok     |                 |                   |
| Sanfrecce Hiroshima | Anderson Lopes     | Felipe             | Mihael Mikić    |                   |                 |                   |
| Shimizu S-Pulse     | Mitchell Duke      | Freire             | Kanu            | Tiago Alves Sales | Byeon Jun-byum  | Jong Tae-se       |
| FC Tokyo            | Nathan Burns       | Peter Utaka        | Yu In-soo       |                   |                 |                   |
| Ventforet Kofu      | Oliver Bozanic     | Dudu               | Éder Lima       | Gabriel           | Wilson          |                   |
| Vegalta Sendai      | Crislan            | Pablo Diogo        | Lee Yunoh       |                   |                 | Ryang Yong-gi     |
| Vissel Kobe         | Leandro            | Nílton             | Wescley         | Lukas Podolski    | Kim Seung-gyu   |                   |

## Tabla de posiciones
| Pos. | Equipo                     | Pts. | PJ | G  | E  | P  | GF | GC | Dif. | Clasificación o descenso                                   |
| ---- | -------------------------- | ---- | -- | -- | -- | -- | -- | -- | ---- | ---------------------------------------------------------- |
| 1    | Kawasaki Frontale (C)      | 72   | 34 | 21 | 9  | 4  | 71 | 32 | +39  | Fase de grupos de la Liga de Campeones de la AFC 2018      |
| 2    | Kashima Antlers            | 72   | 34 | 23 | 3  | 8  | 53 | 31 | +22  | Fase de grupos de la Liga de Campeones de la AFC 2018      |
| 3    | Cerezo Osaka               | 63   | 34 | 19 | 6  | 9  | 65 | 43 | +22  | Fase de grupos de la Liga de Campeones de la AFC 2018      |
| 4    | Kashiwa Reysol             | 62   | 34 | 18 | 8  | 8  | 49 | 33 | +16  | Tercera fase previa de la Liga de Campeones de la AFC 2018 |
| 5    | Yokohama F. Marinos        | 59   | 34 | 17 | 8  | 9  | 45 | 36 | +9   |                                                            |
| 6    | Júbilo Iwata               | 58   | 34 | 16 | 10 | 8  | 50 | 30 | +20  |                                                            |
| 7    | Urawa Red Diamonds         | 49   | 34 | 14 | 7  | 13 | 64 | 54 | +10  |                                                            |
| 8    | Sagan Tosu                 | 47   | 34 | 13 | 8  | 13 | 41 | 44 | −3   |                                                            |
| 9    | Vissel Kobe                | 44   | 34 | 13 | 5  | 16 | 40 | 45 | −5   |                                                            |
| 10   | Gamba Osaka                | 43   | 34 | 11 | 10 | 13 | 48 | 41 | +7   |                                                            |
| 11   | Hokkaido Consadole Sapporo | 43   | 34 | 12 | 7  | 15 | 39 | 47 | −8   |                                                            |
| 12   | Vegalta Sendai             | 41   | 34 | 11 | 8  | 15 | 44 | 53 | −9   |                                                            |
| 13   | Tokyo                      | 40   | 34 | 10 | 10 | 14 | 37 | 42 | −5   |                                                            |
| 14   | Shimizu S-Pulse            | 34   | 34 | 8  | 10 | 16 | 36 | 54 | −18  |                                                            |
| 15   | Sanfrecce Hiroshima        | 33   | 34 | 8  | 9  | 17 | 32 | 49 | −17  |                                                            |
| 16   | Ventforet Kofu             | 32   | 34 | 7  | 11 | 16 | 23 | 39 | −16  | Descenso a la J2 League 2018                               |
| 17   | Albirex Niigata            | 28   | 34 | 7  | 7  | 20 | 28 | 60 | −32  | Descenso a la J2 League 2018                               |
| 18   | Omiya Ardija               | 25   | 34 | 5  | 10 | 19 | 28 | 60 | −32  | Descenso a la J2 League 2018                               |

 Fuente: Meiji Yasuda J1 League Standings
Notas:
1. ↑  El ganador de la Copa del Emperador 2017 clasifica a la fase de grupos de la Liga de Campeones de la AFC 2018. Como el vencedor de la Copa del Emperador ya había clasificado a la Liga de Campeones de la AFC, el cupo en la ronda de play-off fue otorgado al equipo ubicado en cuarto lugar.

|                                       |
|                                       |
| Campeón Kawasaki Frontale 1.er título |

## Goleadores
Actualizado al 30 de octubre de 2017
| Jugador        | Equipo              | Goles |
| -------------- | ------------------- | ----- |
| Shinzo Koroki  | Urawa Red Diamonds  | 20    |
| Yu Kobayashi   | Kawasaki Frontale   | 19    |
| Kenyu Sugimoto | Cerezo Osaka        | 19    |
| Kengo Kawamata | Júbilo Iwata        | 13    |
| Mu Kanazaki    | Kashima Antlers     | 12    |
| Rafael Silva   | Urawa Red Diamonds  | 12    |
| Cristiano      | Kashiwa Reysol      | 12    |
| Leandro        | Kashima Antlers     | 10    |
| Hugo Vieira    | Yokohama F. Marinos | 10    |
| Ever Guzmán    | Omiya Ardija        | 10    |
| Shun Nagasawa  | Gamba Osaka         | 10    |
| Anderson Lopes | Sanfrecce Hiroshima | 10    |